# 단화탕
단화탕(중국어 간체자: 蛋花汤, 정체자: 蛋花湯; dànhuātāng→달걀꽃국)은 중국의 음식이다.